# Baltasar Brum (Stadt)
Baltasar Brum ist ein Ort im Nordwesten Uruguays.

## Geographie
Baltasar Brum liegt auf dem Gebiet des Departamento Artigas in dessen 8. Sektor knapp 50 km östlich des Río Uruguay. Nördlich des Ortes befinden sich die Städte Bella Unión und Tomás Gomensoro. Der Ort ist in einer Senke der Cuchilla de Belén gelegen.

## Geschichte
Eine erste Besiedelung des ursprünglich die Bezeichnung Isla Cabellos tragenden Ortes fand zu Beginn des 19. Jahrhunderts statt. Die ersten Siedler waren hauptsächlich Kreolen sowie Blandengues-Soldaten, später kamen dann solche italienischer, russischer und deutscher Herkunft hinzu. Vormals gehörte Isla Cabellos zur Estancia von Yapeyú (Estancia de Yapeyú), der heutigen argentinischen Stadt Paso de los Libres. Im Jahr 1900 entstand vor Ort die erste Schule. Am 1. November 1932 wurde dem Ort durch das Gesetz Nr. 8.907 der Status Pueblo (Dorf) zuerkannt. In den 1940er Jahren wuchs die örtliche Infrastruktur mit der Eröffnung einer Poliklinik (policlínica) und einer Filiale der Banco República sowie der Einrichtung einer Poststelle. In jener Zeit wurde der Ort auch an die Strom- und Wasserversorgung und das Telefonnetz angeschlossen. Ihren heutigen Namen erhielt die Stadt später zu Ehren des gleichnamigen ehemaligen Präsidenten Uruguays, Baltasar Brum. 
In den 1980er Jahren begann man in der Gegend um Baltasar Brum mit dem Reisanbau. In dieses Jahrzehnt fiel auch die Gründung des Fußballvereins Club Central de Fútbol und die Eröffnung eines Liceo.

## Infrastruktur

### Bildung
Baltasar Brum verfügt mit dem 1988 gegründeten Liceo Área Rural Baltasar Brum über eine weiterführende Schule (Liceo).

## Einwohner
Baltasar Brum hat 2531 Einwohner (Stand: 2011) und ist damit in Bezug auf die Einwohnerzahl derzeit die viertgrößte Stadt des Departamentos.
| Jahr | Einwohner |
| ---- | --------- |
| 1963 | 1.769     |
| 1975 | 1.753     |
| 1985 | 1.627     |
| 1996 | 2.144     |
| 2004 | 2.472     |
| 2011 | 2.531     |

Quelle: Instituto Nacional de Estadística de Uruguay

## Stadtverwaltung
Bürgermeister (Alcalde) von Baltasar Brum ist José Lachaise.

## Söhne und Töchter der Stadt
- Néstor Gonçalves (1936-), Fußballspieler
- Alba Roballo (1910–1996), Rechtsanwältin und Politikerin, erste weibliche Ministerin Südamerikas
- Amílcar Vasconcellos (* 1915), Schriftsteller und Politiker